# Buch (Ruppichteroth)

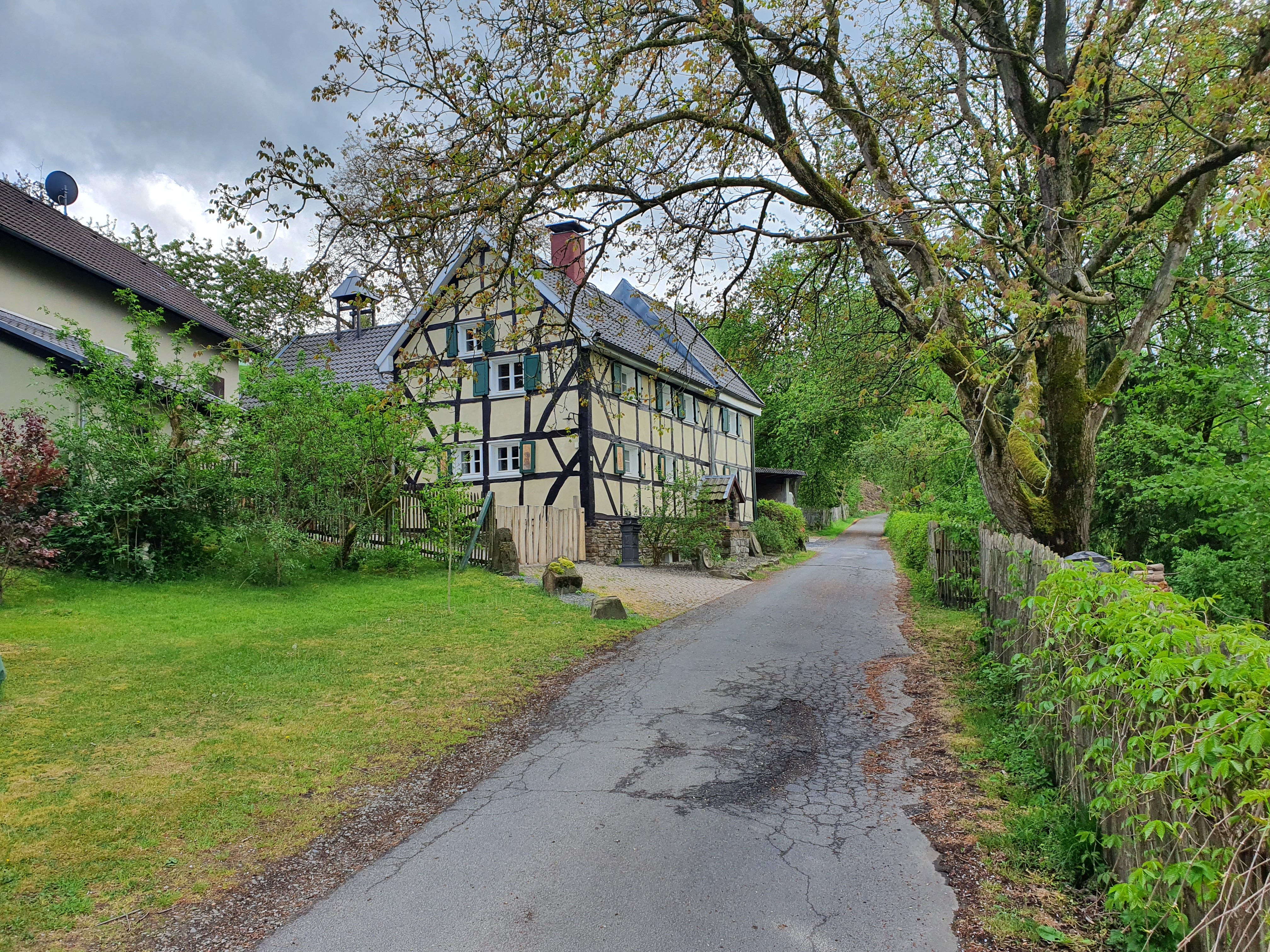
„Kunkelhof“ Buch

Das Dorf Ruppichteroth 1900 mit den ehemaligen Ortsteilen

Buch ist ein ehemaliger Ortsteil der Gemeinde Ruppichteroth im Rhein-Sieg-Kreis in Nordrhein-Westfalen. Heute gehört er zum Zentralort.

## Lage
Buch liegt im Tal des Waldbrölbaches. Nachbarweiler waren Heide im Osten, Kesselscheid im Süden und Huppach im Norden.

## Geschichte
Erstmals erwähnt wurde Buch auf einer Karte des Kirchspiels Ruppichteroth aus dem Jahr 1646. 1809 gab es in dem Weiler 15 katholische und vier lutherische Einwohner. Damals gehörte der Ort zur Commüne Velken. 1901 hatte das damalige Gehöft acht Einwohner, die Familie des Ackerers Joh. Sieberz.